# Diocese de Avellaneda-Lanús
A Diocese de Avellaneda-Lanús (em latim: Dioecesis Avellanediensis-Lanusensis) é uma diocese localizada na cidade de Avellaneda, pertencente a Arquidiocese de Buenos Aires na Argentina. Foi fundada em 10 de abril de 1961 por São João XXIII.  Com uma população católica de 675.980 habitantes, sendo 80,1% da população total, possui 50 paróquias com dados de 2017. 

## História
A Diocese de Avellaneda-Lanús foi criada inicialmente com o nome de Diocese de Avellaneda em 10 de abril de 1961, sendo alterada para o nome atual em 24 de abril de 2001. A diocese foi criada a partir da desmembração da Arquidiocese de La Plata e da Diocese de Lomas de Zamora. Em 19 de junho de 1976 a diocese perde território juntamente com a Arquidiocese de La Plata para a criação da Diocese de Quilmes. 

## Lista de bispos
A seguir uma lista de bispos desde a criação da diocese. 
|                | Nome                     | Período   | Notas                               |
| Bispos         | Bispos                   | Bispos    | Bispos                              |
| -------------- | ------------------------ | --------- | ----------------------------------- |
| 6º             | Marcelo Julián Margni    | 2021-     | Atual                               |
| 5º             | Rubén Oscar Frassia      | 2000–2020 | Bispo emérito                       |
| 4º             | Rubén Héctor di Monte    | 1986–2000 | Nomeado Arcebispo de Mercedes-Luján |
| 3º             | Antonio Quarracino       | 1968–1985 | Nomeado Arcebispo de La Plata       |
| 2º             | Jerónimo José Podestá    | 1962–1967 |                                     |
| 1º             | Emilio Antonio di Pasquo | 1961–1962 |                                     |
| Bispo-auxiliar |                          |           |                                     |
|                | Rubén Héctor di Monte    | 1980-1986 | Elevado a Bispo                     |